# 古井 (屏山)

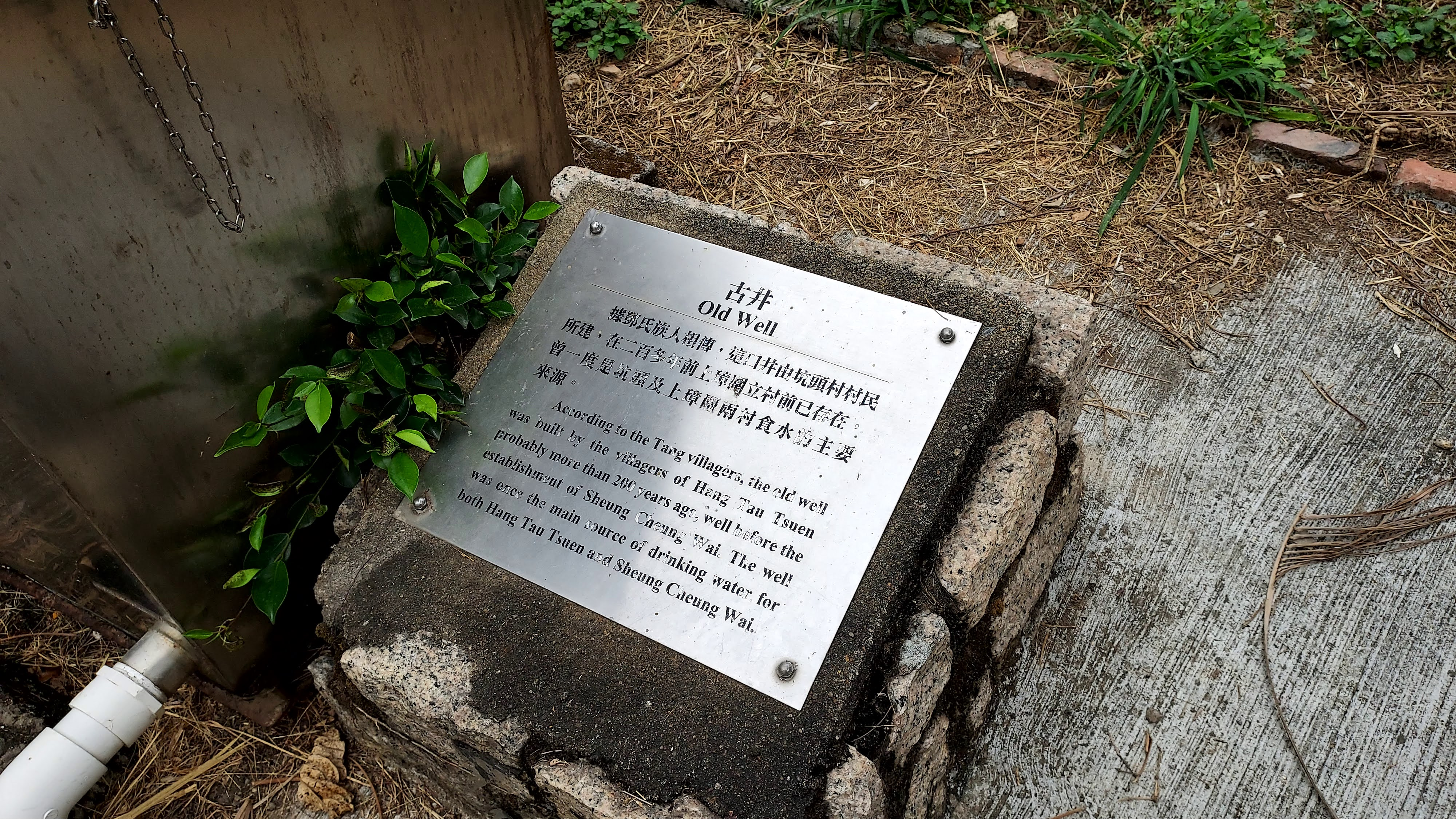
古井介紹牌

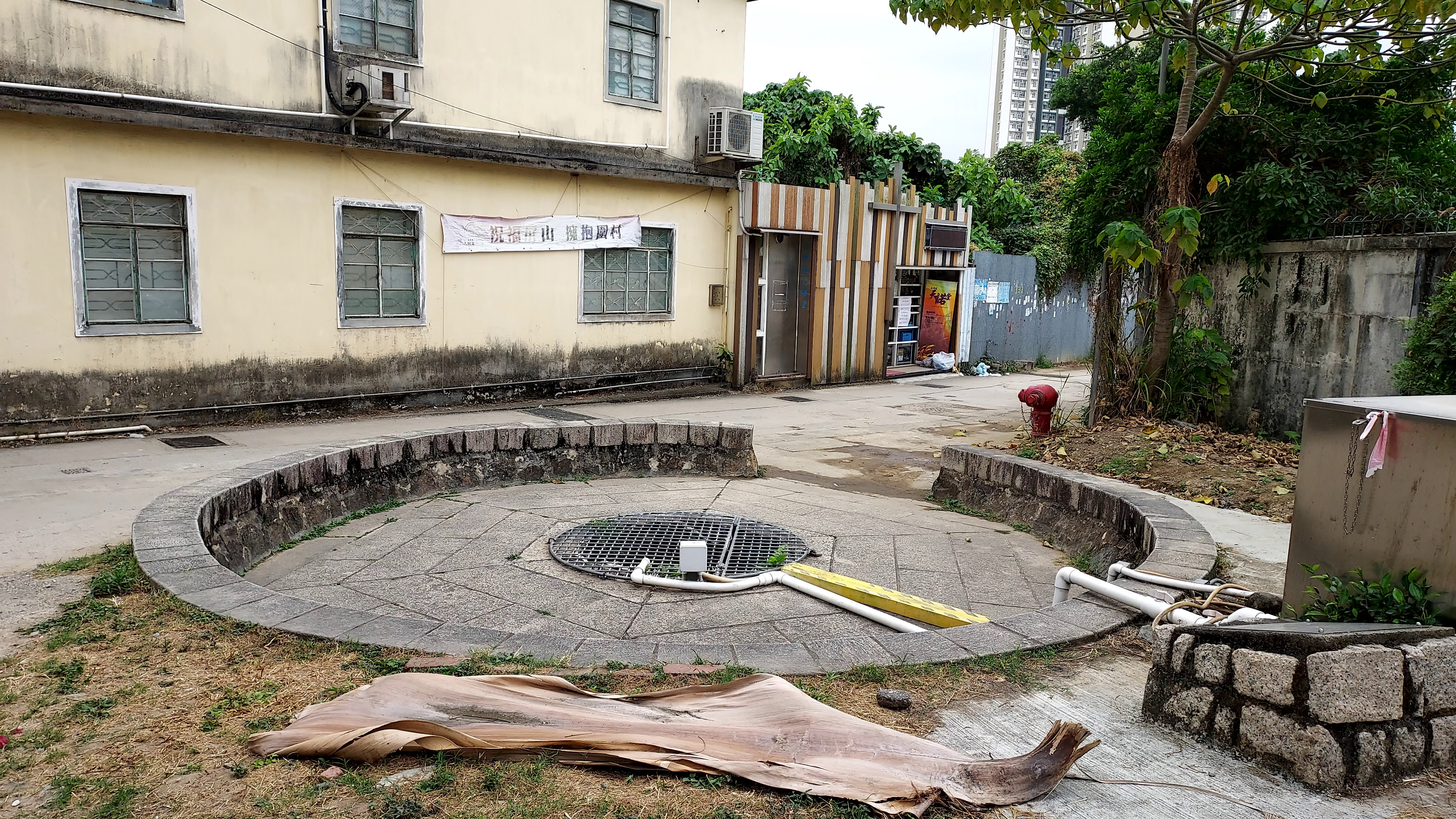
古井

在楊侯古廟與上璋圍之間的小路旁邊，正確的建造年代已無從考証。據鄧氏族人相傳，這口井由坑頭村村民所建，在18世紀末上璋圍立村前已存在，曾一度是坑頭及上璋圍兩村食水的主要來源。

## 外部連結
- 古物古蹟辦事處 — 古井（页面存档备份，存于）
- Google Map上的位置